# Cleteus bisulcatus
Cleteus bisulcatus là một loài bọ cánh cứng trong họ Zopheridae. Loài này được Chatanay miêu tả khoa học năm 1914.